# Gnophos oneraria
Gnophos oneraria är en fjärilsart som beskrevs av Achille Guenée 1858. Gnophos oneraria ingår i släktet Gnophos och familjen mätare. Inga underarter finns listade i Catalogue of Life.